# ゲトゥ・フェレケ
ゲトゥ・フェレケ（英表記:Getu Feleke、1986年11月28日 - ）は、エチオピアの男子陸上競技選手。専門は長距離走、マラソン。
アムステルダムマラソンを2時間5分台で制するなどの実績を残していたが、2012年ロッテルダムマラソンにおいて優勝したエチオピアのイェマネ・ツェガエについで2時間4分50秒の好記録で2位に入り、同年のロンドンオリンピックマラソン代表に選出された。オリンピック本番ではメダルも期待されたが、途中棄権に終わった。
2010年10月　アムステルダムマラソン　優勝　2:05:44
2012年4月　ロッテルダムマラソン　2位　2:04:50
2012年8月　ロンドンオリンピック　途中棄権
2013年4月　ロッテルダムマラソン　2位　2:06:45
2014年4月　ウィーンマラソン　優勝　2:05:41